# APIA Leichhardt Tigers FC
APIA Leichhardt Tigers Football Club, znany również jako APIA Tigers i Sydney Tigers australijski klub piłkarski z siedzibą w Sydney w stanie Nowa Południowa Walia.

## Historia
Klub APIA Leichhardt Tigers założony został w 1954 w Sydney jako A.P.I.A Leichhard. Klub został założony przez Australijczyków włoskiego pochodzenia. Od 1961 roku APIA występowała w I lidze stanu Nowa Południowa Walia – New South Wales Division 1. Występowała w niej do 1978 roku, po czym przystąpiła do National Soccer League. W NSL występowała do 1992, wygrywając ją w 1987 roku. Po rezygnacji z udziału w NSL z powodu kłopotów finansowych, APIA od 1993 do 2000 roku APIA występowała w Super League New South Wales. Od 2001 występuje w nowo utworzonej NSW Premier League.

## Sukcesy

### Rozgrywki krajowe
- Australia Cup (1): 1966;
- National Cup (2): 1982, 1986;
- Mistrzostwo National Soccer League (1): 1987.

### Rozgrywki stanowe
- Ampol Cup (3): 1966, 1971, 1974
- Federation Cup (2): 1962, 1967
- Mistrzostwa Sydney (4): 1964, 1966, 1967, 1975
- Wielki Finał NSW (4): 1964, 1965, 1967, 1976
- NSW Premier League: 2003
- Johnny Warren Cup: 2007

## Piłkarze w historii klubu
Australia
- Matthew Bianco
- Clint Bolton
- Paul Carter
- Ernie Campbell
- Ante Covic
- David D’Apuzzo
- Tony Franken
- Gerry Gomez
- Ian Gray
- Dave Harding
- Graham Jennings
- Joe Marston
- Nathan Moulds
- Matthew Nash
- Scott Ollerenshaw
- Peter Ollerton
- Andrew Orsatti
- Ray Richards
- Jimmy Rooney
- Marcus Stergiopoulos
- Darren Stewart
- Jason van Blerk
- Marton Vass
- Peter Wilson
- Robbie Younis

 Anglia
- Brian O’Donnell (1979-80)

 Szkocja
- Lawrie McKinna (1988)
- Paul McFadden (1990-92)
- Derek Poimer

## Trenerzy
- Joe Marston 1965, 1966, 1972-1973
- Peter Wilson 1982
- Ralé Rašić 1987
- Doug Utjesenovic 1988
- Manfred Schaefer 1989-1991
- Paul Okon 2008-2009

## Sezony wNational Soccer League[2]
| Sezon   | Uzyskane Miejsce               |
| ------- | ------------------------------ |
| 1979    | 8                              |
| 1980    | 8                              |
| 1981    | 4                              |
| 1982    | 7                              |
| 1983    | 8                              |
| 1984    | 4 w Northern Conference        |
| 1985    | 9 w Northern Conference        |
| 1986    | 7 w Northern Conference        |
| 1987    | mistrzostwo                    |
| 1988    | 11                             |
| 1989    | 10                             |
| 1989-90 | 6                              |
| 1990-91 | 11                             |
| 1991-92 | 8 (rezygnacja z udziału w NSL) |